# Água Nova
Água Nova är en kommun i Brasilien.   Den ligger i delstaten Rio Grande do Norte, i den östra delen av landet, 1 500 km nordost om huvudstaden Brasília. Antalet invånare är 2 984.
Omgivningarna runt Água Nova är huvudsakligen savann. Runt Água Nova är det ganska glesbefolkat, med 23 invånare per kvadratkilometer.